# Сан Квирико (Сасари)
Сан Квирико је насеље у Италији у округу Сасари, региону Сардинија.
Према процени из 2011. у насељу је живело 110 становника. Насеље се налази на надморској висини од 104 м.